# Wiktor Thommée
Wiktor Thommée, poljski general, * 1881, † 1962.